# أدولف روبرت
أدولف روبرت (بالفرنسية: Adolphe Robert) هو كاتب سير ومؤرخ فرنسي، ولد في 17 يناير 1833 في مولن في فرنسا، وتوفي في 23 ديسمبر 1899 في الدائرة الثانية عشرة في باريس في فرنسا.